# Srednji Grahovljani
Srednji Grahovljani su naselje u Republici Hrvatskoj u Požeško-slavonskoj županiji, u sastavu grada Pakraca.

## Zemljopis
Srednji Grahovljani se nalazi istočno od Pakraca,  između Ravne gore i Pakračke gore.

## Povijest
Početkom velikosrpske agresije na Hrvatsku, Grahovljane su držali srpski pobunjenici i bilo je snažno pobunjeničko uporište. Nakon neuspješnih pokušaja i gubitaka (16. i 20. prosinca), selo su hrvatske snage oslobodile (24. rujna) 27. rujna 1991. godine.

## Stanovništvo
Prema popisu stanovništva iz 2011. godine Srednji Grahovljani nisu imali stanovnika.
| broj stanovnika |       |       |       |       |       |       |       |       | 192   | 203   | 196   | 127   | 60    | 43    | 8     |       |       |
|                 | 1857. | 1869. | 1880. | 1890. | 1900. | 1910. | 1921. | 1931. | 1948. | 1953. | 1961. | 1971. | 1981. | 1991. | 2001. | 2011. | 2021. |